# Caixa Catalunya
Caixa Catalunya (Caixa d'Estalvis de Catalunya, Caisse d’Épargne de Catalogne) était une banque et caisse d'épargne de Catalogne qui fut fusionnée en 2010 avec les caisses d'épargnes de Tarragone et Manresa pour former la CatalunyaCaixa (Caixa d'Estalvis de Catalunya, Tarragona i Manresa). 
Jusqu'en 2009, la Caixa Catalunya était la seconde banque de Catalogne et la première préteuse à des organismes publics – son propriétaire étant la Députation de Barcelone. Le groupe résultant de la fusion reste le second de Catalogne.

## Histoire

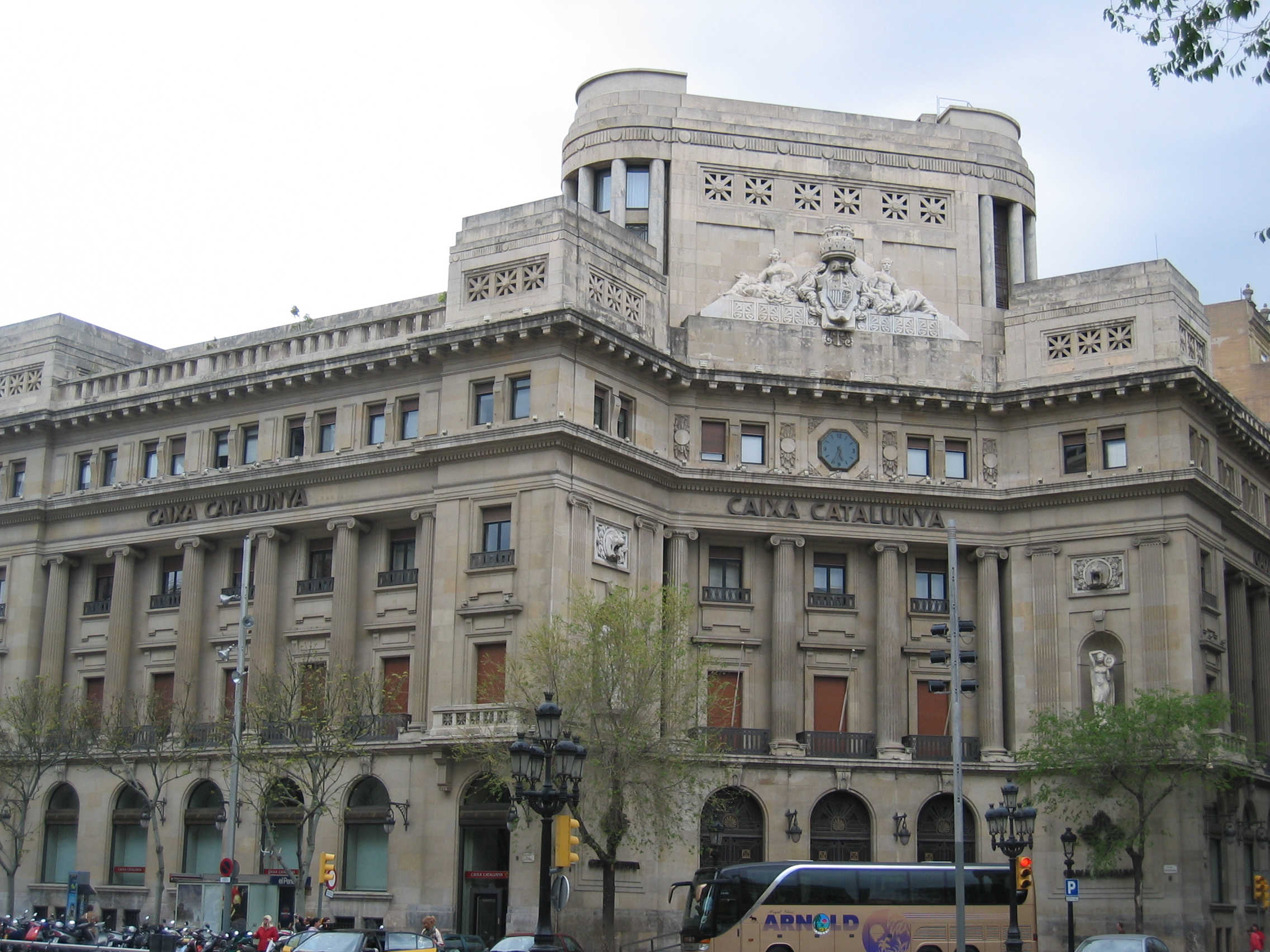
Siège de l'entreprise à Barcelone.

La banque fut créée le 26 octobre 1926 sous le nom de « Caisse d'épargne provinciale de la Députation de Barcelone » (Caja de Ahorros Provincial de la Diputación de Barcelona). Lors de la création de la Generalitat de Catalogne en 1931, elle fut transformée en Caixa d'Estalvis de la Generalitat de Catalunya, et le président de la Generalitat d'alors, Francesc Macià, en fut le nouveau président.
Après la guerre civile espagnole, elle revint à la Députation de Barcelone et récupéra son nom d'origine jusqu'à la chute du régime franquiste. En 1977, elle est retransformée en Caixa d'Estalvis de Catalunya et dépose le nom commercial Caixa Catalunya.
Dans les années 1980, la banque acheta la Pedrera, patrimoine de l'humanité par l'UNESCO, et en fit de la conservation et de la réhabilitation de ce monument un symbole en y installant la Fundació Caixa Catalunya, créée en 1987 et qui est consacrée à la diffusion de l'art et de la culture.

### Fusion
En conséquence de la Crise économique européenne de 2010 la banque est fusionnée le premier juillet 2010, avec les caisses d'épargnes Caixa Tarragona et Caixa Manresa sous le nom de Caixa d'Estalvis de Catalunya, Tarragona i Manresa, qui prit le 15 septembre 2010 le nom commercial de CatalunyaCaixa.
Le plan d'intégration provoque dès 2009 la disparition de 395 officines et la suppression de 1300 employés.